# 孟加拉教育
孟加拉國的教育由該國教育部監督。小學和大眾教育部負責在地方一級實施初等教育和公立學校的政策。在孟加拉國，所有公民都必須接受十年義務教育，其中包括五年小學和五年中學。中小學教育由國家資助，公立學校免費。
孟加拉國堅定執行聯合國教科文組織的全民教育目標及千年發展目標，以及其他與教育相關的國際宣言。孟加拉國憲法第17條規定，所有兒童均接受免費義務教育。
在2023財年孟加拉國政府67806.4億塔卡的總預算中，教育部門的撥款為8144.9億塔卡，佔總預算的 12%，而2022財年為 11.9%。就GDP比率而言，為1.83%，低於去年的財政年度的撥款。這是世界上最低的之一——遠低於建議的至少占GDP的 4-6% 和國家預算的20%。

## 教育體制
主要教育體系分為三個層次：
初級（1-5年）
中級（6-12）
大專或以上院校

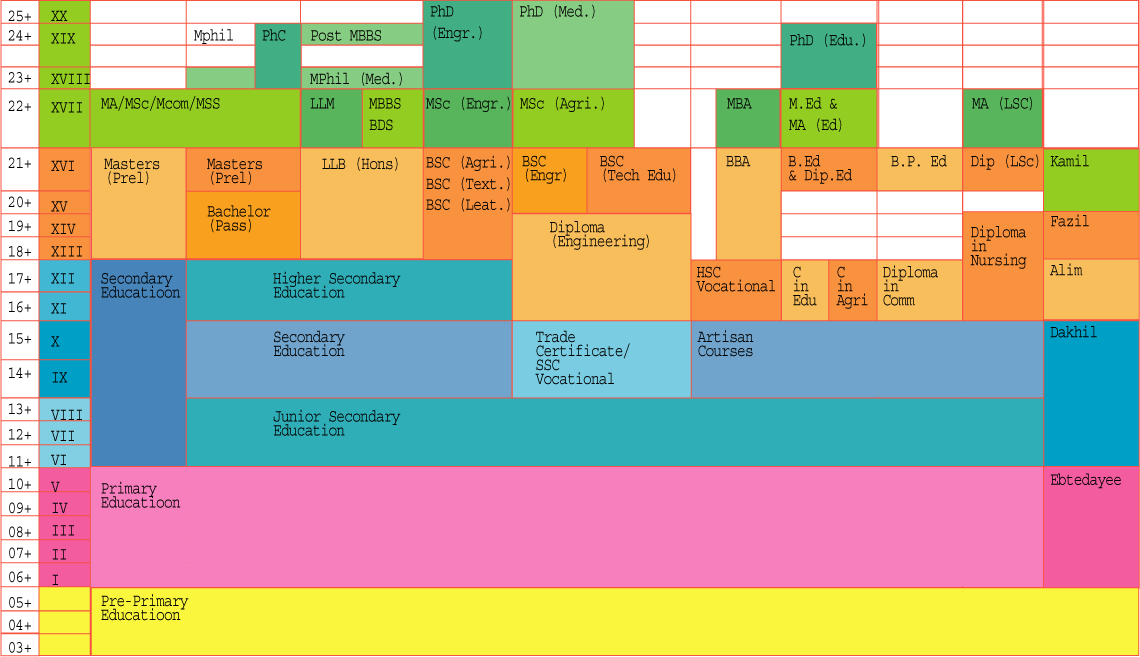
孟加拉國教育體制

在各級學校，學生可以選擇接受英語或孟加拉語教育。私立學校傾向於使用基於英語的學習媒體，而政府資助的公立學校則使用孟加拉語。
孟加拉國家教育部會提供學校課程及教科書，並且提供英語和孟加拉語兩種語言的標準化考試。孟加拉語使用更為普遍，而相對而言，被稱為"英語版"的英語考生，則仍需通過孟加拉語的標準考試。

### 小學教育

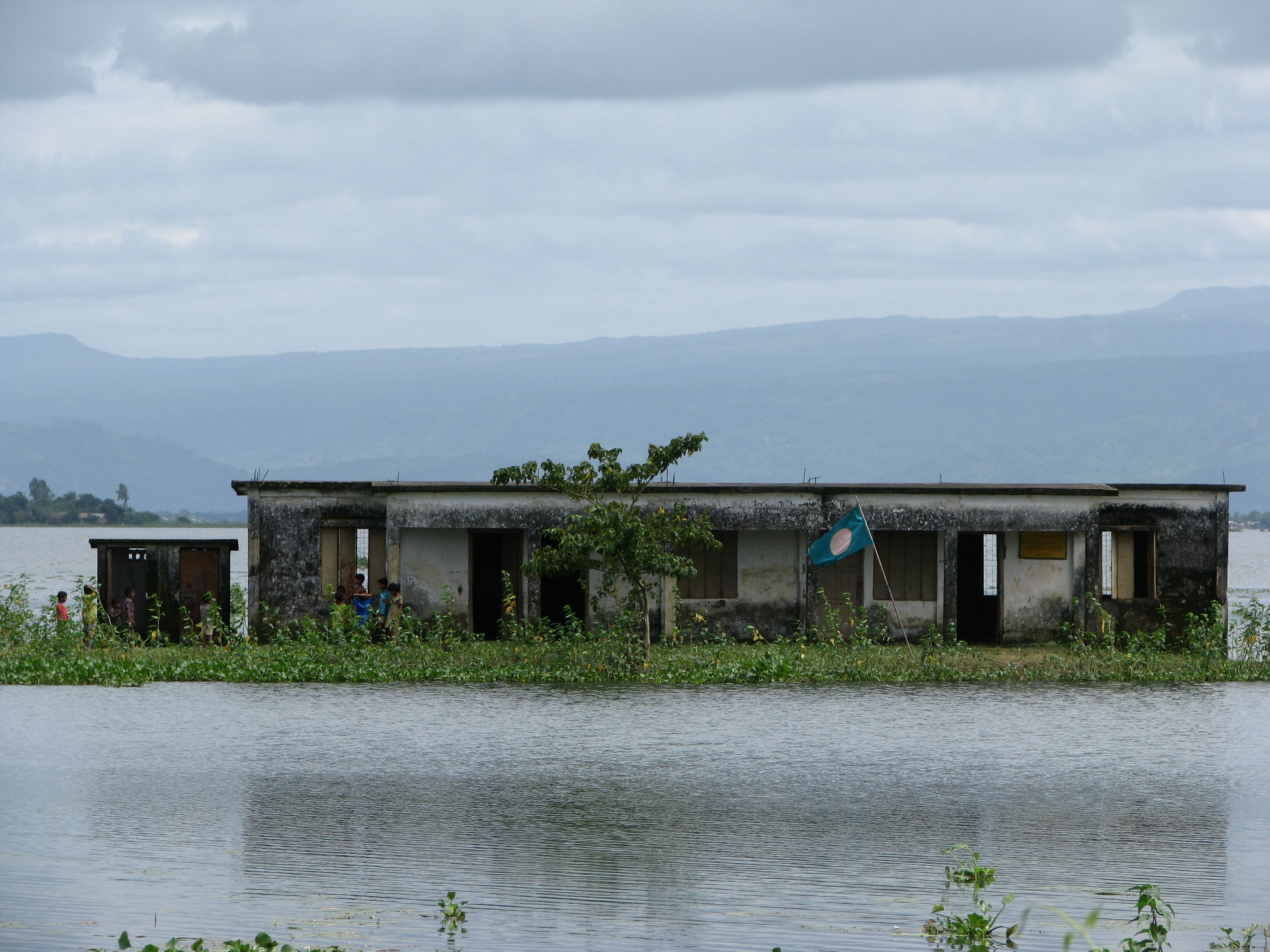
孟加拉國的一所普通小學

初級教育管理的總體責任由初級和大眾教育產業部(MOPME) 承擔，該部於1992年成立。MOPME參與政策的製定，並由初級教育局具體實施。初級教育局 (DPE) 及其在地區的下屬辦公室全權負責小學教育的管理和監督。他們的職責包括教師和其他工作人員的招聘、派任和調動；安排教師在職培訓；分發免費教科書；和學校的監督。學校建設、維修和供應學校家具的責任由通過地方政府工程部 (LGED) 執行的 DPE 負責。國家課程和教科書委員會 (NCTB) 負責課程的開發和教科書的製作。
初級教育局每年會舉行兩場大型考試:
- 初級教育考試
- 初中畢業考試

### 中級教育
孟加拉國的中級教育由10個地區教育委員會管理。
這些委員會的總部位於巴克西巴扎爾、達卡、巴里薩爾、科米拉、吉大港、迪納傑布爾、傑索爾、邁門辛格、拉傑沙希和錫爾赫特。
九個地區的中級和中等教育委員會 (BISE) 負責舉辦兩項公開考試：
- 中學畢業證書（10年）
- 高中畢業考試（12年）

在學校層面，如果是私立中學，學校管理委員會 (SMC)會監督學校；在中級大學層面，如果是非政府大學，則根據政府指令成立管理機構 (GB)，負責動員資源、批准預算、控制支出以及任命和懲戒教職工。非官立中學的教師通過相關的SMC招聘，遵守政府的相關規定，而官立中學的教師則由 DSHE通過競爭性考試集中招聘。
在政府中學，沒有SMC的監管。校長全權負責學校的運作，並由各區副主任監督。

### 高級教育

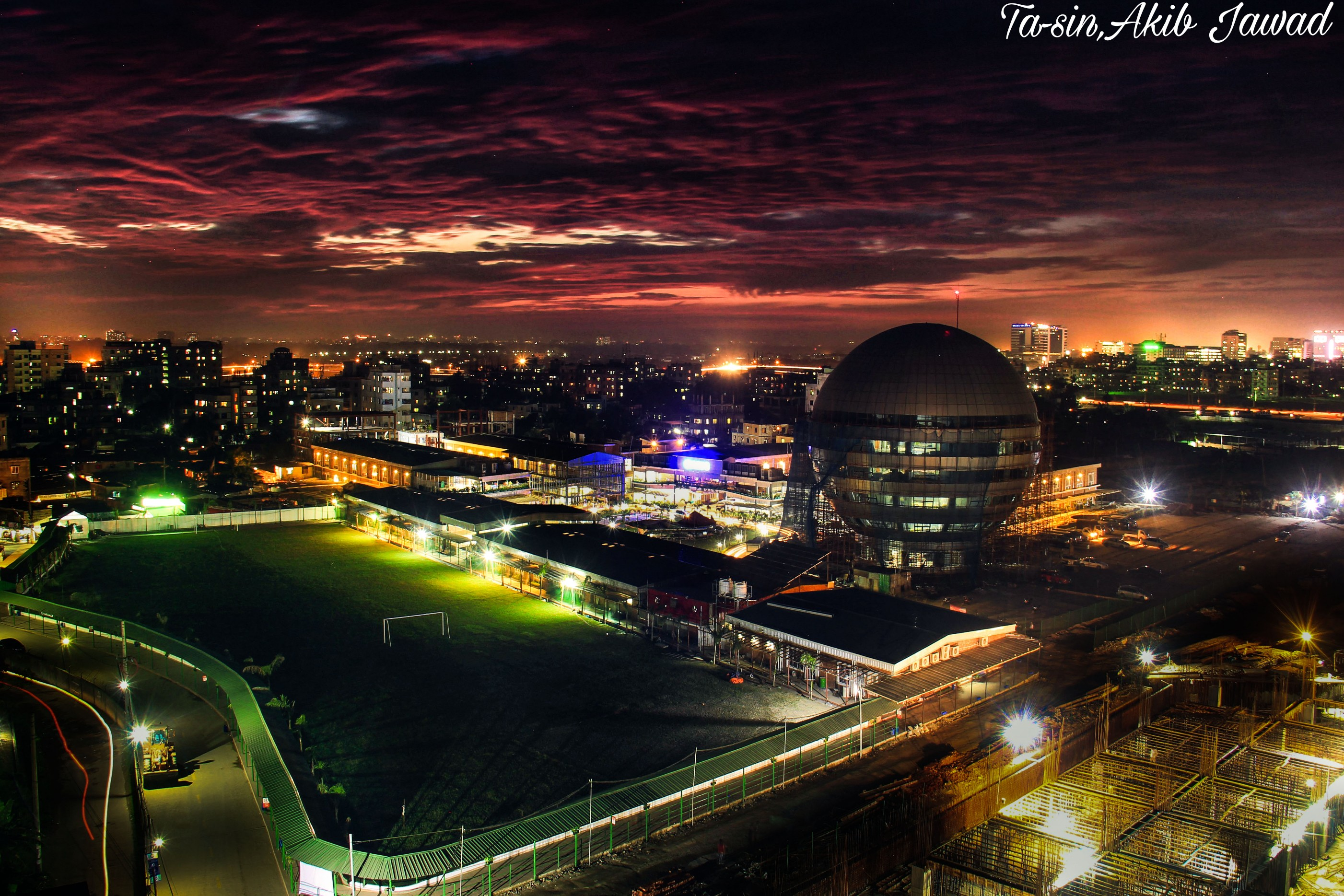
孟加拉美國國際大學

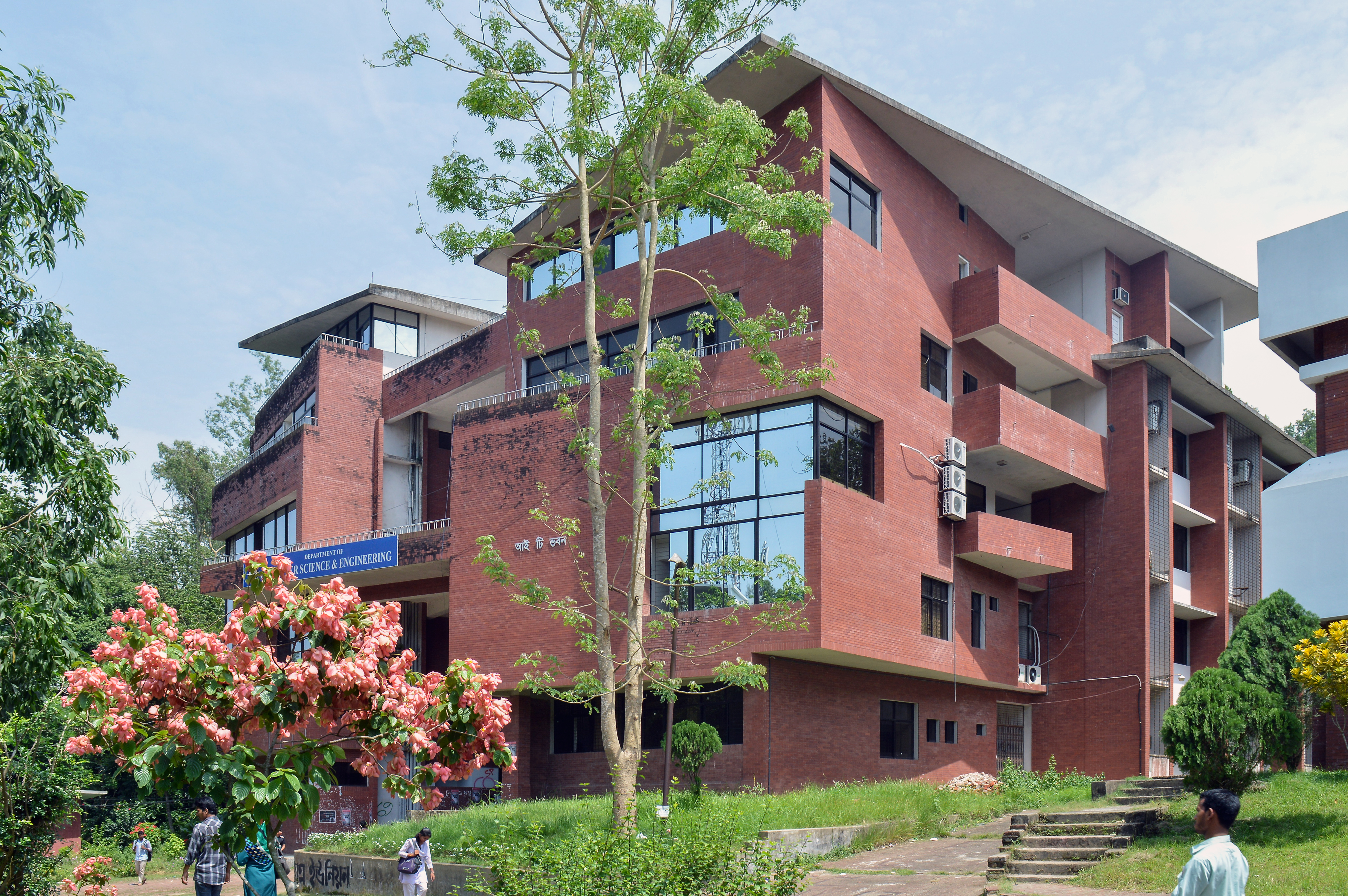
吉大港工程技術大學計算機科學與工程系

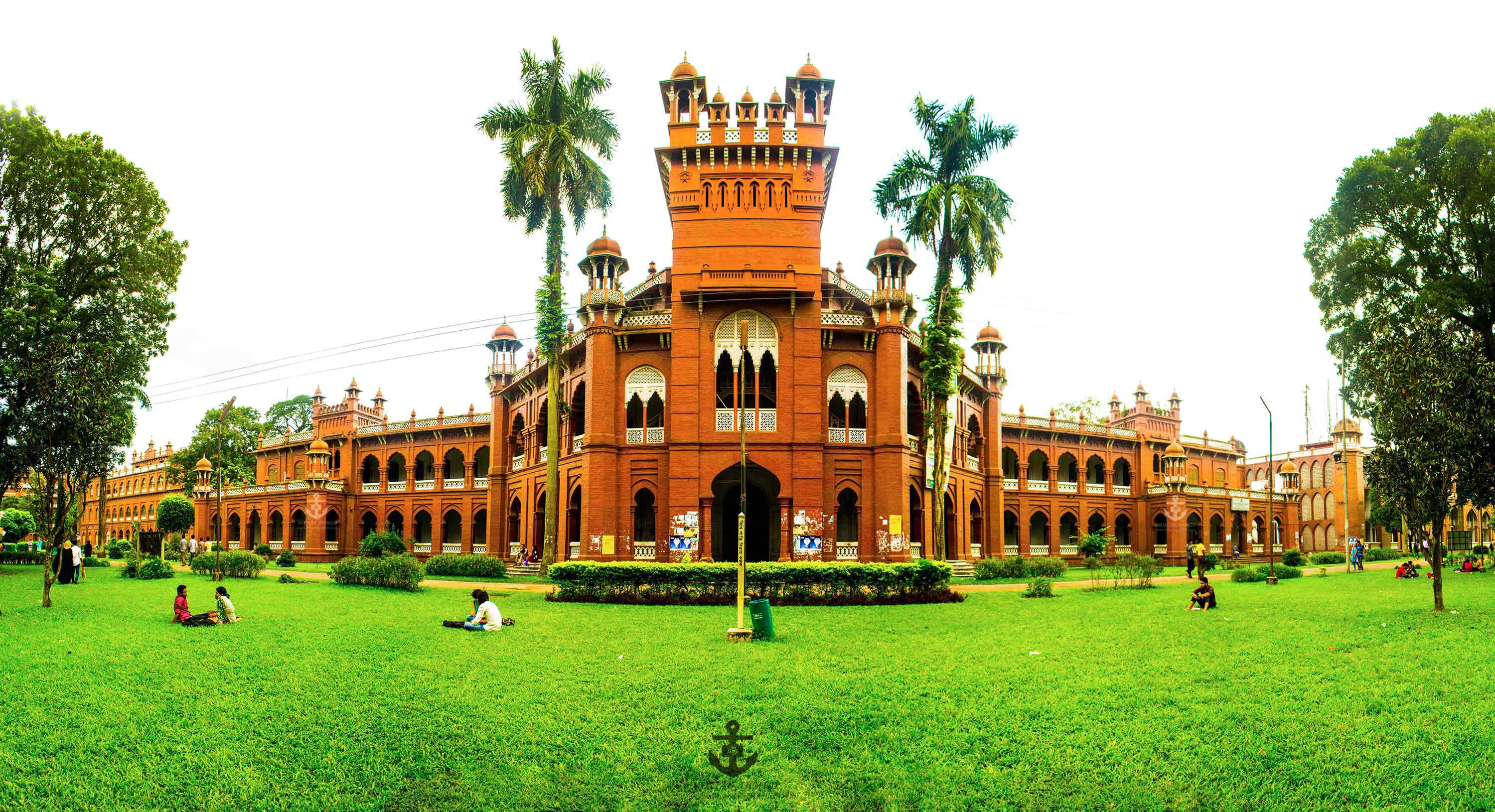
達卡大學禮堂

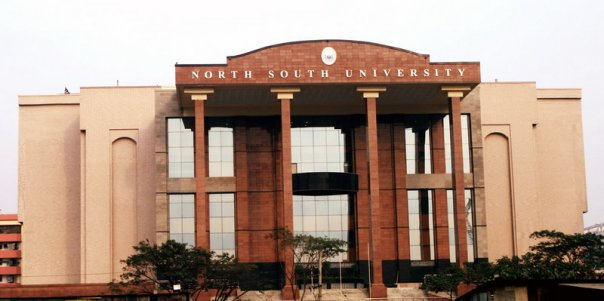
達卡南北大學正面圖

在高等教育層面，大學由大學教育資助委員會監管。孟加拉國的大學分為三種類型：公立大學、私立大學和國際大學。一些提供高等教育的學院隸屬於國立大學。每所私立醫學院都隸屬於一所公立大學。孟加拉國的大學是自治機構，由辛迪加、參議院、學術委員會等法定機構根據各自法案中的規定進行管理。
公立大學
公立大學得到孟加拉國政府的大量補貼，讓大多數學生在這些機構學習。在滿足合格的高中成績標准後，他們通過標準化考試錄取學生，幾乎不考慮課外活動。這些大學的外籍教師和學生人數非常有限，儘管其中許多接受來自替代課程的學生。
私立大學
孟加拉國的大多數大學都是私立的。與公立大學不同，它們沒有得到政府的財政支持。它們與公立大學一起受大學教育資助委員會的監管。根據法律，所有私立大學必須在開始運營後的12年內獲得固定校址。由於要求比公立大學更靈活，私立大學中往往更多外籍教師和學生。私立醫學院必須隸屬於公立大學，目前孟加拉國沒有私立醫學院提供研究生學位，其他私立大學可以提供碩士學位，但不能提供碩士或博士學位。

### 職業技術教育

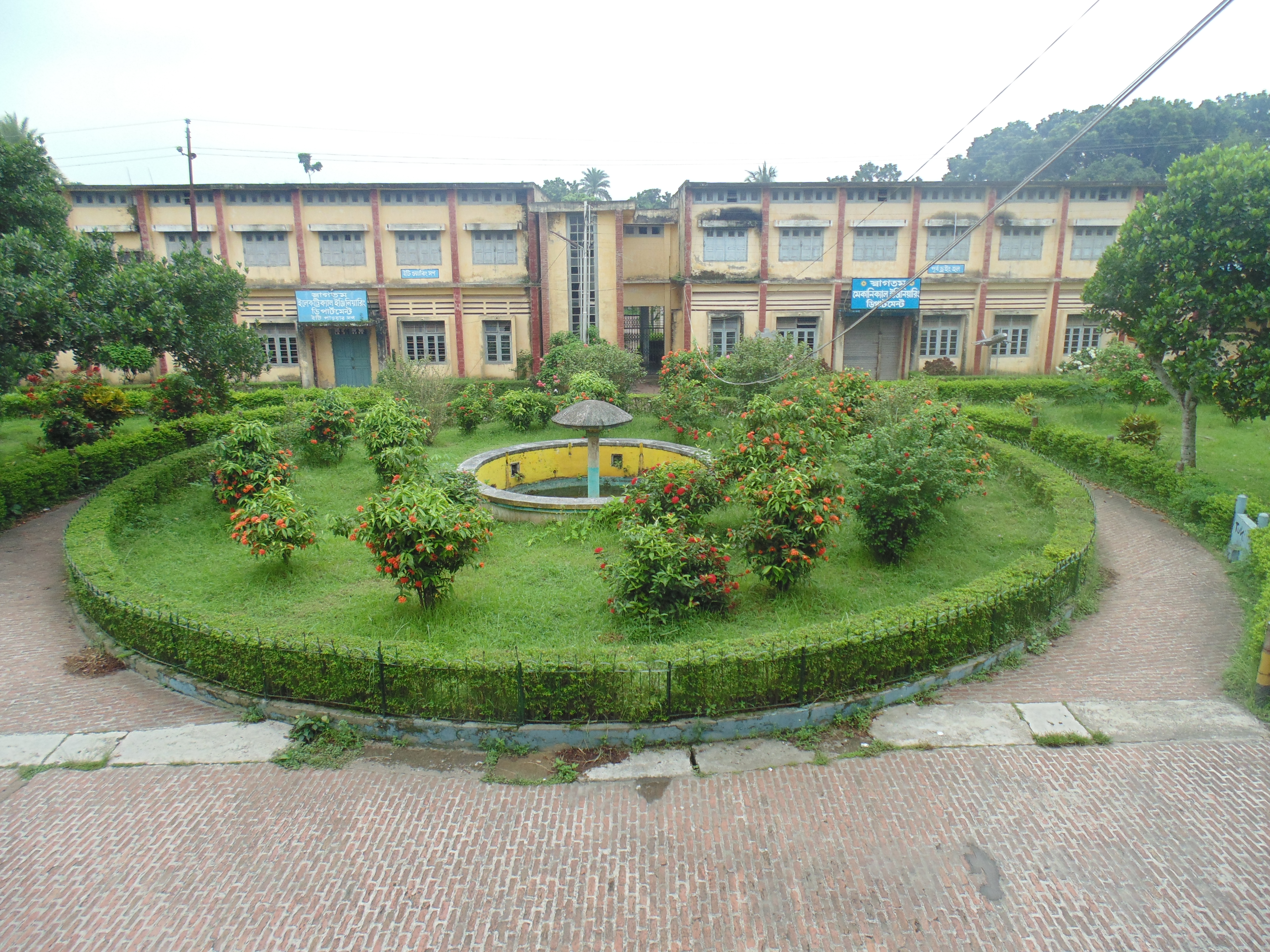
傑索爾理工學院

技術和職業教育系統提供與科學、技術和工程的各種應用和實踐領域相關的課程，或側重於特定的專業領域。課程持續時間從一個月到四年不等。
技術教育局 (DTE) 負責國家技術和職業教育的規劃、開發和實施。在技術教育系統中，學生從學院獲得工程文憑（四年制課程）後，可以通過獲得工程技術大學的學士學位進一步從事他們的教育事業。通常需要額外兩年半到三年的課程才能獲得學士學位，有些學生可能需要三年以上的時間。然後他們可以報名參加研究生學習。通過 HSC或學士學位後，學生還可以學習CA（特許會計）。